# Sörstafors Pappersbruks AB

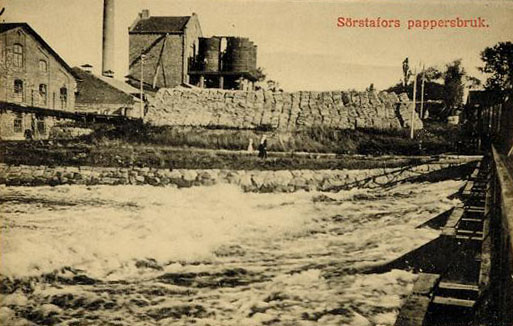
Sörstafors pappersbruk. vid Kolbäcksån.

Sörstafors Pappersbruks AB, tidigare skogsindustribolag med träsliperi, sulfitfabrik, pappersbruk och pappersförädlingsfabrik i Sörstafors i Västmanland. Verksamheten startade 1869 och upphörde 1966.
Ett träsliperi anlades 1869-71 vid Kolbäcksån under namnet Sörstafors Trämassefabriks AB.
År 1875 tillkom ett pappersbruk. Papperet kom till en början att tillverkas av lump, halm och slipmassa. År 1905 byggdes dock en sulfitfabrik med en 71,3 kbm stor kokare. På pappersbruket tillverkades omslagspapper, fruktpapper och toalettpapper.
Sörstafors pappersbruk ingick länge i Surahammars Bruks AB. 1944 bildades Sörstafors Pappersbruks AB. I början av 1950-talet fanns ca 200 arbetare vid bruket. Tillverkningen av slipmassa upphörde 1958. 1961 köptes företaget av Billerudkoncernen. Pappersbruket nedlades ett år senare, medan sulfitfabriken fanns kvar fram till 1966.